# Języki indo-uralskie
Języki indo-uralskie – hipotetyczna, postulowana przez niektórych językoznawców nadrodzina językowa, w skład której wchodzą języki indoeuropejskie oraz uralskie.
Propagatorem jej istnienia jest m.in. Frederik Kortlandt. Według niego ludność praindouralska zamieszkiwała północne wybrzeża Morza Kaspijskiego. Po ostatnim zlodowaceniu, wskutek ocieplenia się klimatu, ludność owa wyruszyła w dwóch różnych kierunkach, dając początek późniejszym ludom indoeuropejskim oraz uralskim.